# Pratt & Whitney J75
Pour les articles homonymes, voir J75.
Le Pratt & Whitney J75 (désignation militaire), appelé  JT4A (désignation constructeur) sur le marché civil, et FT4A pour les applications navales et stationnaires, était un turboréacteur qui effectua son premier vol en 1955. Il est considéré comme étant le grand frère du Pratt & Whitney J57 (JT3C).

## Origine
Le Pratt & Whitney J57, produit en série à partir de 1951, représente une avancée considérable en matière de turboréateurs. Le J75, annoncé en 1954, se présente comme le « grand frère » du J57 : il reprend la même architecture à flux radial et double corps, mais est sensiblement plus grand. Le J57 a aussi un « petit frère », le J52.

## Caractéristiques
Par sa conception, le J75 est pour l'essentiel une homothétie du J57. L'architecture des deux moteurs est exactement la même, à ceci près que le compresseur basse pression n'a que 8 étages contre 9 sur le J57. La poussée maximale est de l'ordre de 75 kN sans post-combustion, les versions à post-combustion destinées aux chasseurs supersoniques pouvant donner 110 kN au décollage. Le J75 est donc environ 50% plus puissant que le J52,,.
- Diamètre à l'admission : 109 cm
- Compresseur basse pression : 8 étages
- Compresseur haute pression : 7 étages
- Chambre de combustion : formée de 8 tubes à flammes
- Turbine haute pression : 1 étage
- Turbine basse pression : 2 étages

## Avions

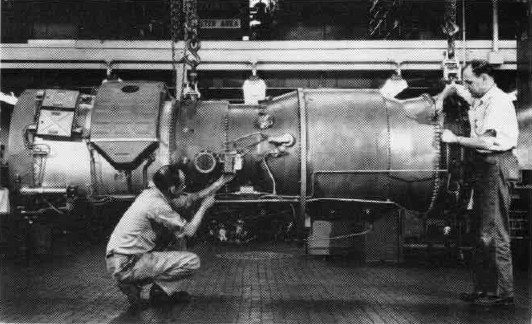
Un J75 de la marine américaine utilisé avec le P6M Seamaster

Les versions à postcombustion ont équipé des avions supersoniques : 
- Convair F-106 Delta Dart
- Republic F-105 Thunderchief
- North American F-107 (projet annulé)
- Vought XF8U-3 Crusader III (projet annulé)
- Avro Canada CF-105 Mk1 Arrow (projet annulé)
- Lockheed A-12 (premiers essais, en attendant la disponibilité du J58)

Deux avions militaires subsoniques ont reçu des J75 sans post-combustion :
- Lockheed U-2 (deuxième génération)
- Martin P6M SeaMaster (projet abandonné après une présérie)

Dans le monde civil, le J75 est connu sous sa désignation constructeur JT4A. Il a brièvement été proposé sur certaines versions du 707 et du DC-8, mais a rapidement été rendu obsolète par l'arrivée de turbofans. 
- Boeing 707 (en particulier les 707-220 et 707-320)
- Douglas DC-8 (en particulier les DC-8-20 et DC-8-30)

## Applications navales et stationnaires
Le J75 a donné lieu à une turbine à gaz destinée aux navires, aux applications industrielles, et aux centrales électriques, désignée FT4A. La FT4A reprend l'ensemble des éléments d'un J75 et ajoute, en sortie, une turbine de puissance, dite « libre » car elle n'est pas reliée mécaniquement aux éléments internes du moteur, et tourne donc à un régime indépendant de celui des arbres BP et HP.
Capable de fournir une puissance sur l'arbre de 37 MW soit 50 000 chevaux, cette turbine est utilisée sur les navires suivants :
- Les douze corvettes de classe Hamilton de l'United States Coast Guard[6].
- Les quatre destroyers canadiens de la classe Iroquois[7]
- Les brise-glaces USCGC Polar Star (WAGB-10) et USCGC Polar Sea (WAGB-11) de l'United States Coast Guard.
- Le porte-conteneurs rapide Euroliner (de)

Sur tous ces navires, les FT4A sont utilisés pour la marche rapide. Des moteurs plus sobres sont utilisés pour la marche économique.
Pour les applications au sol, les FT4A peuvent fonctionner au gaz naturel. Des centaines de FT4A ont été vendues pour les centrales électriques, étant utilisées pour répondre aux pics de demande. Des turbines de ce type ont été utilisées pour actionner les pompes dans des oléoducs.